# Apiotarsus philippinensis
Apiotarsus philippinensis är en insektsart som beskrevs av Lucien Chopard 1931. Apiotarsus philippinensis ingår i släktet Apiotarsus och familjen syrsor. Inga underarter finns listade i Catalogue of Life.